# Tramvajová trať Malczewskiego–Rayskiego
Tramvajová trať Malczewskiego – Rayskiego je bývalá tramvajová trať ve Štětíně, která spojovala křižovatku ulic Matejki a Malczewskiego s Grunvaldovým náměstím. Na křižovatce s třídou Wyzwolenia se napojila na tramvajovou trať směrem ke kruhovému objezdu Jerzego Giedroycia.

## Historie
Do provozu byla uvedena 14. června 1912 a její provoz byl ukončen již 1. října 1917. V roce 1933 bylo zlikvidováno napojení trati na trať na Grunvaldově náměstí. Po druhé světové válce byly tramvajové koleje na ulici Rayskiego demontovány, úsek na ulici Malczewskiego byl obnoven v roce 1950. V letech 1954 až 1967 byla zachovaná část trati opět mimo provoz. V letech 1967–1973 projížděla ulicí Malczewskiego linka 10. V roce 1973 byla část tramvajových kolejí v centru Štětína odstraněna, včetně posledního dochovaného úseku trati v ulici Malczewskiego.

## Doprava
V letech 1912–1917 na tuto trať zajížděla linka 8. V letech 1950–1954 po zachovaném úseku trati jezdila denní linka 5, v letech 1967–1973 linka 10.